# Самуэль Цегай
Самуэль Цегай — эритрейский легкоатлет, который специализируется в беге на длинные дистанции. Серебряный призёр чемпионата мира по полумарафону 2009 года в командном первенстве. Принимал участие на чемпионате мира 2009 года на дистанции 5000 метров, на которой занял 7-е место. На чемпионате мира по полумарафону 2010 года занял 5-е место в личном первенстве и 2-е место в командном зачёте. Серебряный призёр чемпионата мира по кроссу 2010 года в командном зачёте.
В 2011 году занял 8-е место на Амстердамском марафоне, показав время 2:07.28. Этот результат был рекордом Эритреи 7 дней, пока его не превзошёл Яред Асмером, пробежав марафон за 2:07.27.
На олимпийских играх 2012 года не смог закончить марафонскую дистанцию. Занял 16-е место в марафоне на чемпионате мира 2013 года в Москве, показав время 2:14.41.

## Сезон 2014 года
29 марта занял 2-е место на чемпионате мира по полумарафону с результатом 59.20.